# Artemis Fowl (szereplő)
II. Artemis Fowl Eoin Colfer regénysorozatának a főszereplője. A regényfolyam első, 2001-es részében a fiú 11 éves és azzal próbálja meg fellendíteni nagy múltú családjának anyagi helyzetét, hogy elrabol egy tündért, s váltságdíjat követel szabadon bocsátásáért. Artemis Fowlt gyermekzseniként jellemzi írója, bűnügyi lángelmének, aki egy több évszázados hagyományokkal rendelkező bűnöződinasztia legifjabb tagja. A Fowl család (a fowl egyébként baromfit, szárnyast jelent) az író szerint állandó jelleggel a törvénykövetés és a törvénytelenség között lavírozott, mivel az előbbi unalmas és nem túl kifizetődő, az utóbbi meg túl veszélyes.
A Fowl család szolgálatában állnak évek óta a Butlerek, akiknek a neve magyar fordításban inast, komornyikot jelent, s az író egy alkalommal elmélkedik is arról, hogy az angol elnevezés a Butler család nevéből származik. A Butlerek komoly kiképzést kapnak, rendkívüli harci művészetekből, amelyek nem önvédelemre, hanem az őrzött személy védelmére koncentrál. Artemis butlere idővel, a sok kaland során barátjává, sőt időnként a jobbik felévé válik.
Bár II. Artemis Fowlt a regényfolyam indulásakor lelketlen bűnözőként definiálja Colfer, a tündérekkel átélt kalandok során, ahogy közöttük egyre többel alakul barátivá a kapcsolata, egészen hamar jó emberré válik, aki csak kissé ravasz, de alapjában véve nem gonosz. Több kísérlet is történik a regényekben, hogy Artemis visszakapja a rosszfiú imázsát, de ezek után általában viszonylag hamar újra megjavul.
A regények alapvetően Artemis csavaros észjárására és predikciós képességére építenek. Fontos ezen kívül Butler rémisztő termete és ereje (bár idővel sajnos Butler is megkopik…), illetve tündér részről Pinduri Berkenye, a tündelány katonai leleményessége, Szájlapáti Tőzeg speciális testi képességei és Kisgebe, a kentaur technikai találmányai. Mivel a könyvekben Artemis még az ötödik regényben is csak 15 éves, komoly romantikus vonulat nincsen, a The lost colony című rész kivételével, ahol feltűnik egy másik gyermekzseni, Minerva Paradiso, aki történetesen lány.
Számos klasszikus meseelem, mint a varázslás megjelenik a könyvekben tipikus science-fiction alkotórészekkel, mint a különböző repülő szerkezetek vagy az időugrás.
A könyvből – legalábbis az elsőből – filmet szándékoznak készíteni, kb. 2003 óta, azonban hol az ír font magas árfolyama, hol a forgatókönyvírók sztrájkja, hol pedig a rossz gazdasági helyzet akadályozza meg a projektet. Colfer egyszer már nyilatkozott úgy, hogy szerinte halála után kb. két évvel fog a film megjelenni.